# Открытый чемпионат Евроформулы
Открытый чемпионат Евроформулы (ранее известная как Открытый чемпионат Европейской Формулы-3 и Испанская Ф3) — автогоночный чемпионат на машинах с открытыми колёсами, являющийся одной из серий для техники класса Формула-3.

## История серии
Бурный рост интереса к собственному автоспорту в Испании на рубеже столетий привёл к тому, что в сезоне-2001 в стране был запущен национальный чемпионат для техники класса Формула-3. Серия стала вторым по значимости чемпионатом на машинах с открытыми колёсами в стране после Мировой серии Ниссан, фактически заменив первенство Суперформулы-Тойота.
Просуществовав восемь лет под вывеской национального чемпионата, накануне 2009 года серия была реорганизована и сменила название на European F3 Open; календарь нового чемпионата стал всё больше наполняться этапами вне Испании. Помимо этого серия привлекает к себе пилотов и команды своими бюджетными ограничениями, позволяющими за сравнительно небольшие деньги провести сезон в одном из основных классов иерархии современного «формульного» автоспорта.
В 2010-м году впервые победителем командного зачёта серии стал неиспанский гоночный коллектив.
В 2014 году серия изменила название на «Открытый чемпионат Евроформулы» в связи ограничением FIA на использования названия Формула-3 для тех чемпионатов, которые не подчиняются новым правилам в отношении двигателей.
Два новых производителя двигателей, Mercedes-Benz и Volkswagen, присоединились к Toyota в 2019 году после закрытия чемпионата Европы Формулы-3. Таким образом, чемпионат стал предоставлять различные варианты двигателей для своих участников, вернув концепцию чемпионата Европы Формулы-3.
С сезона 2020 года организаторы отказались проводить чемпионат по новым правилам региональной формулы-3 и разработали собственный регламент с использованием шасси спецификации FIA формулы-3 2018 года и стандартов безопасности FIA Формулы-1 2018 года. По этому же регламенту будет проводиться новый японский чемпионат Super Formula Lights, основанный в 2020 году.

### Подклассы
Ещё одной возможностью снизить бюджет для участия в серии стало введение в 2005-м году второго дивизиона. В него допускаются машины предыдущей модификации, использовавшиеся в серии. Дабы дополнительно увеличить борьбу в классе, в данной зачётной группе сокращена очковая зона (лучшие пять пилотов по итогам гонки) и не присуждаются бонусные баллы за поул и быстрейший круг в классе. Однако в течение сезоне 2014 года оставшиеся участники второго дивизиона перешли в основной класс, и таким образом он перестал существовать.

### Автомобиль
С сезона 2020 года все команды используют одинаковые шасси Dallara 320. Однако команды имеют право использовать различные варианты двигателей – HWA(Mercedes-Benz), Spiess (Volkswagen) и Piedrafita (Toyota). Спецификации двигателей соответствуют техническому регламенту FIA Формулы-3 2018 года – атмосферные двигатели с максимальным объёмом 2 литра. Michelin является единственным поставщиком шин с 2015 года.

### География этапов
Первые пять лет существования шесть из семи этапов чемпионата проходили в Испании, а единственный выездной — в Португалии на автодроме Эшторил. В 2006-м году в календаре появился второй выездной этап — во французском Маньи-Куре.
В 2008-м году место Эшторила занял этап в бельгийском Спа-Франкоршам.
В 2009-м году, с отказом от статуса национальной серии, организаторы смогли добавить в календарь чемпионата сразу четыре выездных этапа: к французскому и бельгийскому раунду добавились этапы в итальянской Монце и британском Донингтон Парке.
В 2011-м году в календарь вернулся португальский раунд, местом проведения которого стал автодром Алгарве.
С 2019 года в рамках чемпионата был возрожден Гран-при По, однако в 2020 году он был отменён из-за пандемии COVID-19. Также, планировалось возродить этап Гран-при Средиземноморья на трассе Пергуза на острове Сицилия, Италия, в 2020 году, однако пандемия помешала это сделать.
Этапы 2021 года:
- Алгарве, Португалия
- Поль Рикар, Франция
- Спа-Франкоршам, Бельгия
- Хунгароринг, Венгрия
- Автодром Энцо и Дино Феррари, Имола
- Ред Булл Ринг, Австрия
- Монца, Италия
- Барселона-Каталунья, Испания

### Формат уик-энда
Гоночный уик-энд состоит из тренировок, квалификационной сессии длительностью 20 минут и трёх гонок, дистанция которых не превосходит 110 км и длительностью не более 35 минут.
Квалификационная сессия определяет стартовую решетку первой гонки. Стартовая решётка второй гонки реверсивная и определяется результатами первой гонки —  первые шесть гонщиков на финише первой гонки стартуют в обратном порядке во второй гонке. Стартовая решётка третьей гонки определяется по порядку быстрых кругов гонщиков, которые они установили во второй гонке.

### Очковая система
В серии используется собственная система начисления очков: среди пилотов очки получают первая десятка по итогам каждой гонки уик-энда, а также бонусный балл получает победитель квалификации в рамках этапа и обладатель быстрейшего круга в каждой из гонок. В классе B очки получают лишь лучшие пять пилотов по итогом любой из гонок.
По итогам сезона учитывается разное количество любых лучших гонок в чемпионате пилотов: если количество гонок равно 16 или меньше, то количество учитывающихся лучших гонок уменьшается на 2; если количество гонок больше 16, то количество учитывающихся лучших гонок уменьшается на 3.
В сезоне 2014 года был возрожден чемпионат Испанской Формулы-3, который проводился в рамках Евроформулы на трассах в Испании и Португалии, и за который начислялись отдельные очки. Чемпионат просуществовал до 2019 года.
С 2021 года начисляются два дополнительных балла тому гонщику, который отыграл больше всего позиций в гонке.
- Детальная схема присуждения очков такова:

| Чемпионат среди пилотов | Чемпионат среди пилотов | Чемпионат среди пилотов | Чемпионат среди пилотов | Чемпионат среди пилотов | Чемпионат среди пилотов | Чемпионат среди пилотов | Чемпионат среди пилотов | Чемпионат среди пилотов | Чемпионат среди пилотов | Чемпионат среди пилотов | Чемпионат среди пилотов | Чемпионат среди пилотов | Чемпионат среди пилотов |
|                         | 1                       | 2                       | 3                       | 4                       | 5                       | 6                       | 7                       | 8                       | 9                       | 10                      | ПП                      | БК                      | БП                      |
| ----------------------- | ----------------------- | ----------------------- | ----------------------- | ----------------------- | ----------------------- | ----------------------- | ----------------------- | ----------------------- | ----------------------- | ----------------------- | ----------------------- | ----------------------- | ----------------------- |
| Гонка                   | 25                      | 18                      | 15                      | 12                      | 10                      | 8                       | 6                       | 4                       | 2                       | 1                       | 1                       | 1                       | 2                       |

| Гонка | 10 | 8 | 6 | 4 | 3 |

В командном зачёте учитываются по два лучших результата пилотов команды в каждом из этапов первенства. Очки начисляются за финишные позиции в каждом из заездов.

## Чемпионы серии
| Сезон     | Личный зачёт      | Командный зачёт    | Второй дивизион    |
| --------- | ----------------- | ------------------ | ------------------ |
| 2001      | Андер Вилариньо   | Racing Engineering |                    |
| 2002      | Марсель Коста     | Racing Engineering |                    |
| 2003      | Рикардо Маурисио  | Racing Engineering |                    |
| 2004      | Борха Гарсия      | Racing Engineering |                    |
| 2005      | Энди Соучек       | Racing Engineering | Артуро Льобель     |
| 2006      | Рикардо Ризатти   | Racing Engineering | Херман Санчес      |
| 2007      | Максимо Кортес    | Escuderia TEC-Auto | Кристиан Эббесвик  |
| 2008      | Херман Санчес     | Campos F3 Racing   | Наташа Гашнан      |
| 2009      | Бруно Мендес      | Campos Racing      | Каллам Маклеод     |
| 2010      | Марко Барба       | Cedars Motorsport  | Ноэль Жаммал       |
| 2011      | Алекс Фонтана     | Team West-Tec      | Фабио Гамберини    |
| 2012      | Никколо Скиро     | RP Motorsport      | Кевин Джиовеси     |
| 2013      | Эд Джонс          | RP Motorsport      | Рихард Гонда       |
| 2014      | Сэнди Стувик      | RP Motorsport      | Константино Перони |
| 2015      | Витор Баптиста    | RP Motorsport      |                    |
| 2016      | Леонардо Пульчини | Campos Racing      |                    |
| 2017      | Харрисон Скотт    | RP Motorsport      |                    |
| 2018      | Фелипе Другович   | RP Motorsport      |                    |
| 2019      | Марино Сато       | Team Motopark      |                    |
| 2020      | Йи Ифей           | CryptoTower Racing |                    |
| 2021      | Камерон Дас       | Team Motopark      |                    |
| Источник: |                   |                    |                    |